# Éverton Ribeiro
Éverton Augusto de Barros Ribeiro (Suzano, 10 aprile 1989) è un calciatore brasiliano, centrocampista del Bahia.

## Carriera

### Club
Ha giocato nella massima serie brasiliana con il Corinthians, il Coritiba ed il Cruzeiro.

### Al-Alhi
Il 26 gennaio 2015 passa all'Al-Ahli per 15 milioni di euro.

### Nazionale
Nel 2009 ha giocato 4 partite nel campionato Sudamericano Under-20. Viene convocato per la Copa America 2015. Nei quarti di finale, la partita Paraguay-Brasile finisce 1-1 dopo i supplementari. Ai calci di rigore decisivo risulta il suo tiro che non si insacca in rete. Dopo il suo errore, infatti, Gonzàles segna e porta il Paraguay in semifinale.

## Statistiche

### Presenze e reti nei club
Statistiche aggiornate al 2 dicembre 2024.
| Stagione           | Squadra            | Campionato         | Campionato | Campionato | Coppe nazionali | Coppe nazionali | Coppe nazionali | Coppe continentali | Coppe continentali | Coppe continentali | Altre coppe | Altre coppe | Altre coppe | Totale | Totale |
| Stagione           | Squadra            | Comp               | Pres       | Reti       | Comp            | Pres            | Reti            | Comp               | Pres               | Reti               | Comp        | Pres        | Reti        | Pres   | Reti   |
| ------------------ | ------------------ | ------------------ | ---------- | ---------- | --------------- | --------------- | --------------- | ------------------ | ------------------ | ------------------ | ----------- | ----------- | ----------- | ------ | ------ |
| 2007               | Corinthians        | A1/SP+A            | 2+4        | 0          | CB              | 2               | 0               | -                  | -                  | -                  | -           | -           | -           | 8      | 0      |
| gen.-lug. 2008     | Corinthians        | A1/SP+B            | 7+1        | 0          | CB              | 2               | 0               | -                  | -                  | -                  | -           | -           | -           | 10     | 0      |
| Totale Corinthians | Totale Corinthians | Totale Corinthians | 9+5        | 0          |                 | 4               | 0               |                    | -                  | -                  |             | -           | -           | 18     | 0      |
| lug.-dic. 2008     | São Caetano        | A1/SP+B            | 0+12       | 0          | CB              | -               | -               | -                  | -                  | -                  | -           | -           | -           | 12     | 0      |
| 2009               | São Caetano        | A1/SP+B            | 7+30       | 0+2        | CB              | -               | -               | -                  | -                  | -                  | -           | -           | -           | 37     | 2      |
| 2010               | São Caetano        | A1/SP+B            | 21+29      | 2+4        | CB              | -               | -               | -                  | -                  | -                  | -           | -           | -           | 50     | 6      |
| Totale São Caetano | Totale São Caetano | Totale São Caetano | 28+71      | 2+6        |                 | -               | -               |                    | -                  | -                  |             | -           | -           | 99     | 8      |
| 2011               | Coritiba           | PR+A               | 8+14       | 1+0        | CB              | 3               | 1               | -                  | -                  | -                  | -           | -           | -           | 25     | 2      |
| 2012               | Coritiba           | PR+A               | 15+29      | 5+8        | CB              | 10              | 4               | CS                 | 2                  | 1                  | -           | -           | -           | 56     | 18     |
| Totale Coritiba    | Totale Coritiba    | Totale Coritiba    | 23+43      | 6+8        |                 | 13              | 5               |                    | 2                  | 1                  |             | -           | -           | 81     | 20     |
| 2013               | Cruzeiro           | M1/MG+A            | 13+35      | 5+7        | CB              | 6               | 3               | -                  | -                  | -                  | -           | -           | -           | 54     | 15     |
| 2014               | Cruzeiro           | M1/MG+A            | 9+31       | 1+6        | CB              | 4               | 0               | CL                 | 10                 | 1                  | -           | -           | -           | 54     | 8      |
| Totale Cruzeiro    | Totale Cruzeiro    | Totale Cruzeiro    | 22+66      | 6+13       |                 | 10              | 3               |                    | 10                 | 1                  |             | -           | -           | 108    | 23     |
| 2014-2015          | Al-Ahli            | UAE                | 12         | 3          | CEA+EC          | -               | -               | ACL                | 8                  | 3                  | SC          | 1           | 0           | 21     | 6      |
| 2015-2016          | Al-Ahli            | UAE                | 26         | 9          | CEA+EC          | 7+0             | 1               | ACL                | 6                  | 1                  | -           | -           | -           | 39     | 11     |
| 2016-2017          | Al-Ahli            | UAE                | 22         | 5          | CEA+EC          | 8+0             | 1               | ACL                | 8                  | 2                  | SC          | 1           | 0           | 39     | 8      |
| Totale Al-Ahli     | Totale Al-Ahli     | Totale Al-Ahli     | 60         | 17         |                 | 15              | 2               |                    | 22                 | 6                  |             | 2           | 0           | 99     | 25     |
| 2017               | Flamengo           | A/RJ+A             | 0+29       | 4          | CB              | -               | -               | CL+CS              | 0+10               | 2                  | PL          | 1           | 1           | 40     | 7      |
| 2018               | Flamengo           | A/RJ+A             | 9+35       | 1+6        | CB              | 6               | 1               | CL                 | 7                  | 2                  | -           | -           | -           | 57     | 10     |
| 2019               | Flamengo           | A/RJ+A             | 12+32      | 1+2        | CB              | 4               | 0               | CL                 | 12                 | 3                  | Cmc         | 2           | 0           | 62     | 6      |
| 2020               | Flamengo           | A/RJ+A             | 12+33      | 1+7        | CB              | 3               | 0               | CL                 | 6                  | 2                  | SB+RsA      | 1+2         | 0           | 57     | 10     |
| 2021               | Flamengo           | A/RJ+A             | 8+22       | 0+3        | CB              | 5               | 0               | CL                 | 13                 | 0                  | SB          | 1           | 0           | 49     | 3      |
| 2022               | Flamengo           | A/RJ+A             | 12+30      | 1+2        | CB              | 8               | 0               | CL                 | 12                 | 4                  | SB          | 1           | 0           | 63     | 7      |
| 2023               | Flamengo           | A/RJ+A             | 11+30      | 0+3        | CB              | 9               | 0               | CL                 | 7                  | 0                  | SB+RS+CmC   | 1+2+2       | 0+0+0       | 62     | 3      |
| Totale Flamengo    | Totale Flamengo    | Totale Flamengo    | 64+211     | 4+27       |                 | 35              | 1               |                    | 67                 | 13                 |             | 13          | 1           | 390    | 46     |
| 2024               | Bahia              | PD/BA+A            | 7+37       | 4+2        | CB              | 7               | 0               | -                  | -                  | -                  | CN          | 9           | 0           | 60     | 6      |
| Totale carriera    | Totale carriera    | Totale carriera    | 646        | 95         |                 | 84              | 11              |                    | 101                | 21                 |             | 24          | 1           | 855    | 128    |

### Cronologia presenze e reti in nazionale
| Cronologia completa delle presenze e delle reti in nazionale ― Brasile | Cronologia completa delle presenze e delle reti in nazionale ― Brasile | Cronologia completa delle presenze e delle reti in nazionale ― Brasile | Cronologia completa delle presenze e delle reti in nazionale ― Brasile | Cronologia completa delle presenze e delle reti in nazionale ― Brasile | Cronologia completa delle presenze e delle reti in nazionale ― Brasile | Cronologia completa delle presenze e delle reti in nazionale ― Brasile | Cronologia completa delle presenze e delle reti in nazionale ― Brasile |
| Data                                                                   | Città                                                                  | In casa                                                                | Risultato                                                              | Ospiti                                                                 | Competizione                                                           | Reti                                                                   | Note                                                                   |
| ---------------------------------------------------------------------- | ---------------------------------------------------------------------- | ---------------------------------------------------------------------- | ---------------------------------------------------------------------- | ---------------------------------------------------------------------- | ---------------------------------------------------------------------- | ---------------------------------------------------------------------- | ---------------------------------------------------------------------- |
| 5-9-2014                                                               | Miami Gardens                                                          | Brasile                                                                | 1 – 0                                                                  | Colombia                                                               | Amichevole                                                             | -                                                                      | 72’                                                                    |
| 9-9-2014                                                               | East Rutherford                                                        | Brasile                                                                | 1 – 0                                                                  | Ecuador                                                                | Amichevole                                                             | -                                                                      | 46’                                                                    |
| 14-10-2014                                                             | Singapore                                                              | Giappone                                                               | 0 – 4                                                                  | Brasile                                                                | Amichevole                                                             | -                                                                      | 46’                                                                    |
| 7-6-2015                                                               | San Paolo                                                              | Brasile                                                                | 2 – 0                                                                  | Messico                                                                | Amichevole                                                             | -                                                                      | 70’                                                                    |
| 14-6-2015                                                              | Temuco                                                                 | Brasile                                                                | 2 – 1                                                                  | Perù                                                                   | Coppa America 2015 - 1º turno                                          | -                                                                      | 87’                                                                    |
| 27-6-2015                                                              | Concepción                                                             | Brasile                                                                | 1 – 1 (3 – 4 dtr)                                                      | Paraguay                                                               | Coppa America 2015 - Quarti di finale                                  | -                                                                      | 87’                                                                    |
| 9-10-2020                                                              | San Paolo                                                              | Brasile                                                                | 5 – 0                                                                  | Bolivia                                                                | Qual. Mondiali 2022                                                    | -                                                                      | 77’                                                                    |
| 13-10-2020                                                             | Lima                                                                   | Perù                                                                   | 2 – 4                                                                  | Brasile                                                                | Qual. Mondiali 2022                                                    | -                                                                      | 72’                                                                    |
| 13-11-2020                                                             | San Paolo                                                              | Brasile                                                                | 1 – 0                                                                  | Venezuela                                                              | Qual. Mondiali 2022                                                    | -                                                                      |                                                                        |
| 17-11-2020                                                             | Montevideo                                                             | Uruguay                                                                | 0 – 2                                                                  | Brasile                                                                | Qual. Mondiali 2022                                                    | -                                                                      |                                                                        |
| 13-6-2021                                                              | Brasilia                                                               | Brasile                                                                | 3 – 0                                                                  | Venezuela                                                              | Coppa America 2021 - 1º turno                                          | -                                                                      | 46’                                                                    |
| 18-6-2021                                                              | Rio De Janeiro                                                         | Brasile                                                                | 4 – 0                                                                  | Perù                                                                   | Coppa America 2021 - 1º turno                                          | 1                                                                      | 46’                                                                    |
| 23-6-2021                                                              | Rio de Janeiro                                                         | Brasile                                                                | 2 – 1                                                                  | Colombia                                                               | Coppa America 2021 - 1º turno                                          | -                                                                      | 27’ 46’                                                                |
| 27-6-2021                                                              | Goiânia                                                                | Brasile                                                                | 1 – 1                                                                  | Ecuador                                                                | Coppa America 2021 - 1º turno                                          | -                                                                      | 78’                                                                    |
| 5-7-2021                                                               | Rio de Janeiro                                                         | Brasile                                                                | 1 – 0                                                                  | Perù                                                                   | Coppa America 2021 - Semifinale                                        | -                                                                      |                                                                        |
| 2-9-2021                                                               | Santiago del Cile                                                      | Cile                                                                   | 0 – 1                                                                  | Brasile                                                                | Qual. Mondiali 2022                                                    | 1                                                                      | 46’                                                                    |
| 9-9-2021                                                               | Recife                                                                 | Brasile                                                                | 2 – 0                                                                  | Perù                                                                   | Qual. Mondiali 2022                                                    | 1                                                                      |                                                                        |
| 7-10-2021                                                              | Caracas                                                                | Venezuela                                                              | 1 – 3                                                                  | Brasile                                                                | Qual. Mondiali 2022                                                    | -                                                                      |                                                                        |
| 14-10-2021                                                             | Manaus                                                                 | Brasile                                                                | 4 – 1                                                                  | Uruguay                                                                | Qual. Mondiali 2022                                                    | -                                                                      | 71’                                                                    |
| 1-2-2022                                                               | Belo Horizonte                                                         | Brasile                                                                | 4 – 0                                                                  | Paraguay                                                               | Qual. Mondiali 2022                                                    | -                                                                      | 82’                                                                    |
| 23-9-2022                                                              | Le Havre                                                               | Brasile                                                                | 3 – 0                                                                  | Ghana                                                                  | Amichevole                                                             | -                                                                      | 79’                                                                    |
| 2-12-2022                                                              | Lusail                                                                 | Camerun                                                                | 1 – 0                                                                  | Brasile                                                                | Mondiali 2022 - 1º turno                                               | -                                                                      | 55’                                                                    |
| Totale                                                                 |                                                                        | Presenze                                                               | 22                                                                     |                                                                        | Reti                                                                   | 3                                                                      |                                                                        |

## Palmarès

### Competizioni statali
- Campionato Paranaense: 2

Atl. Paranaense: 2011, 2012
- Campionato Mineiro: 1

Cruzeiro: 2014
- Campionato Carioca: 3

Flamengo: 2019, 2020, 2021

### Competizioni nazionali
- Campionato brasiliano: 4

Cruzeiro: 2013, 2014
Flamengo: 2019, 2020
- Supercoppa degli Emirati Arabi Uniti: 2

Al-Ahli: 2014, 2016
- Campionato emiratino: 1

Al-Ahli: 2014–15
- Supercoppa del Brasile: 2

Flamengo: 2020,  2021
- Coppa del Brasile: 1

Flamengo: 2022

### Competizioni internazionali
- Coppa Libertadores: 2

Flamengo: 2019, 2022
- Recopa Sudamericana: 1

Flamengo: 2020